# Lone Scherfig
Lone Scherfig (sinh ngày 2 tháng 5 năm 1959) là một nữ đạo diễn phim người Đan Mạch, đã được nhiều người biết đến khi đạo diễn các phim Italiensk for begyndere (Tiếng Ý cho người mới bắt đầu học) năm 2000, một phim hài lãng mạn đã đoạt giải Gấu bạc (giải của Ban Giám khảo) tại Liên hoan phim Berlin năm 2001, và mới đây là phim An Education năm 2009
Scherfig sinh tại Copenhagen. Ông chú của cô là nhà văn Đan Mạch Hans Scherfig.

## Phim mục
- Margrethes elsker (1985)
- Kaj's fødselsdag (1990)
- Den Gode lykke (1993)
- Når mor kommer hjem (1998)
- Italiensk for begyndere (2000)
- Wilbur Wants to Kill Himself (2002)
- Hjemve (2007)
- An Education (2009)